# Joseph R. Shoenfield
Joseph Robert Shoenfield (* 1927 in Detroit; † 15. November 2000 in Durham (North Carolina)) war ein US-amerikanischer mathematischer Logiker.
Shoenfield promovierte 1953 bei Raymond Louis Wilder an der University of Michigan (Models of formal systems). Seit 1952 lehrte er an der Duke University, wo er bis zu seiner Emeritierung 1992 blieb. 1970 bis 1973 war er Vorsitzender der Mathematik-Fakultät. 1956/57 war er am Institute for Advanced Study.
Shoenfield beschäftigte sich mit Rekursionstheorie, Modelltheorie und axiomatischer Mengenlehre. Sein Lehrbuch der mathematischen Logik gilt als Klassiker.
1972 bis 1976 war er Präsident der Association for Symbolic Logic. 1992 war er Gödel-Lecturer.
Er war schon seit Studententagen ein passionierter und starker Bridge-Spieler.

## Schriften
- Mathematical Logic, Addison-Wesley 1967, 2. Auflage, Association for Symbolic Logic, 2000
- Degrees of unsolvability, North Holland Mathematical Studies 1971
- Recursion theory, Springer 1993